# Muhabura
A Muhabura hegy a Virunga-hegységben, Ruanda és a Uganda határán emelkedő kialudt vulkán. 4127 m-es magasságával a Nagy-hasadékvölgy részét képező Virunga-hegység nyolc legfontosabb hegycsúcsa közül a harmadik legmagasabb. A vulkán viszonylag fiatal, csúcsán található 40 m átmérőjű kráterében tó van. Nyugati oldalán egy nyereg köti össze a 3474 m magas Gahinga vulkánnal. Legutóbbi kitörésének ideje nem ismert.
A Muhabura vulkán részben a ruandai Volcanoes Nemzeti Parkban részben az ugandai Mgahinga Gorilla Nemzeti Parkban emelkedik. Turisták az ugandai oldalról indulva egy nap alatt megmászhatják.
A „Muhabura” név a helyi kinyarwanda nyelven vezetőt jelent, mely valószínűleg arra utal, hogy a messziről látható hegy segíti a tájékozódást.

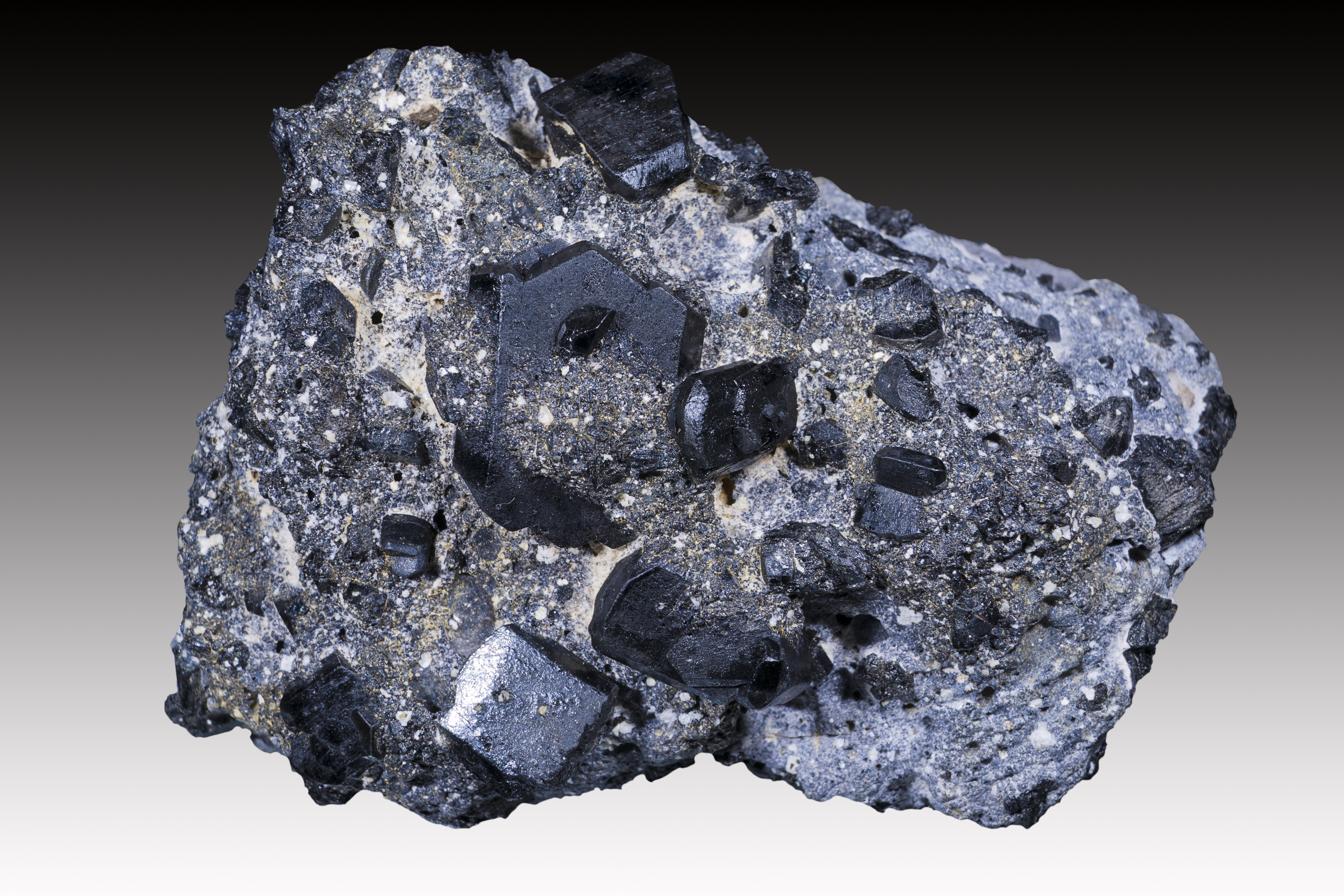
Augit a Muhaburáról

## Külső hivatkozások
- Mount Muhabura a www.peakbagger.com oldalon
- Global Volcanism Program